# Texas A&M-Corpus Christi Islanders
Texas A&M-Corpus Christi Islanders (español: los Isleños de la Universidad Texas A&M-Corpus Christi) es el nombre de los equipos deportivos de la Universidad Texas A&M-Corpus Christi, situada en Corpus Christi, Texas, y forman parte del Sistema Universitario Texas A&M. Los equipos de los Islanders participan en las competiciones universitarias organizadas por la NCAA, y forman parte de la Southland Conference desde 2006.

## Programa deportivo
Los Islanders compiten en 5 deportes masculinos y en 8 femeninos:
| - Masculino - Béisbol - Baloncesto - Cross - Tenis - Atletismo | - Femenino - Baloncesto - Cross - Golf - Voleibol - Atletismo - Fútbol - Softball - Tenis |

## Instalaciones deportivas
- American Bank Center es el pabellón donde disputan sus partidos los equipos de baloncesto. Tiene una capacidad para 8.000 espectadores, y fue inaugurado en 1967, y reformado en 2002 y 2004.[1]
- Whataburger Field, es el estadio donde disputa sus encuentros el equipo de béisbol. Fue inaugurado en 2005 y tiene una capacidad para 7.002 espectadores.[2]

## Apodo y mascota

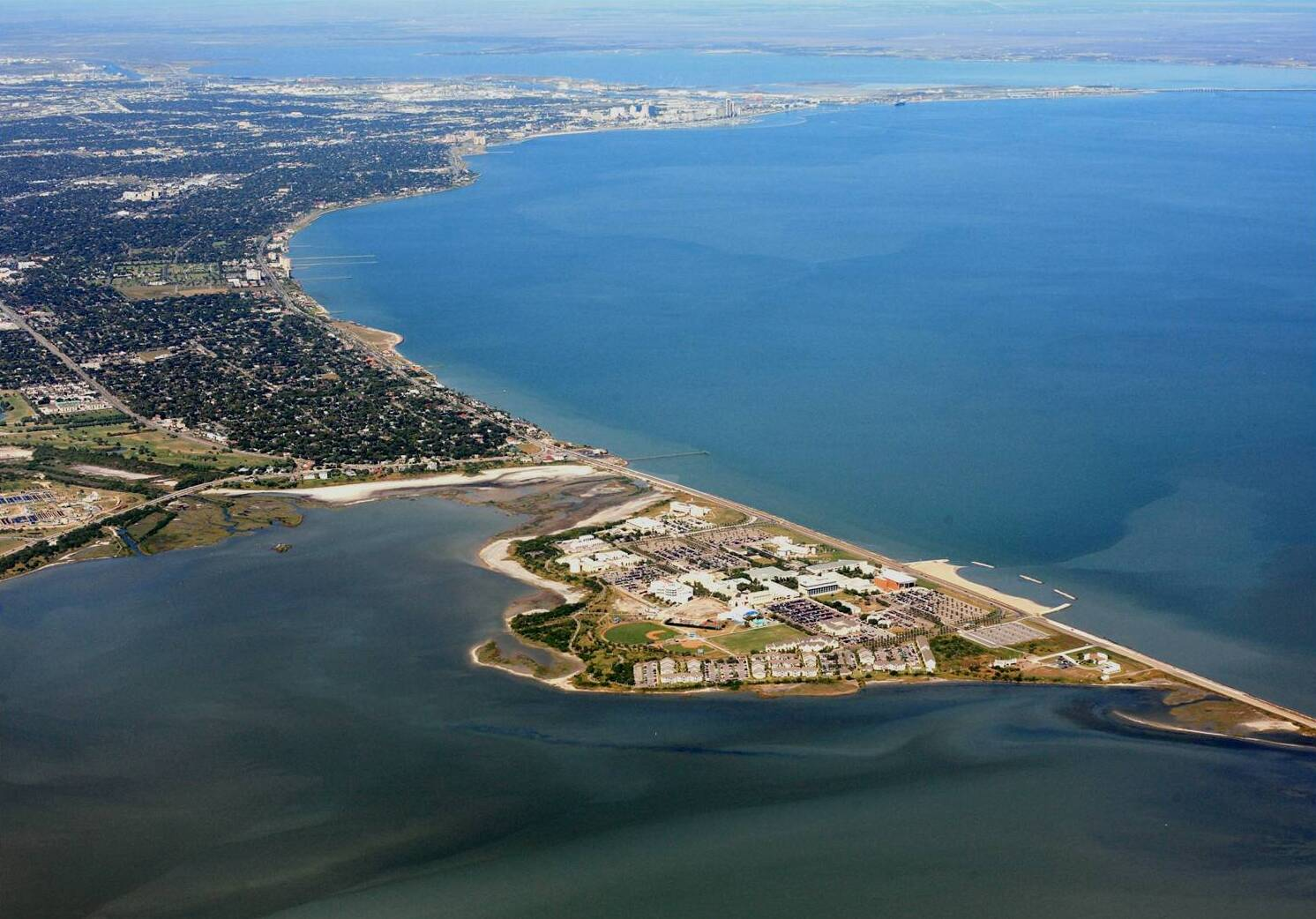
Vista aérea de la universidad.

La denominación de Islanders (isleños) no puede ser más gráfica, ya que es la única universidad del país que está situada en su propia isla. La mascota es Izzy the Islander, un hombre disfrazado con un tocado de máscara tiki, falda de hierba y una lanza. Antes de eso, la mascota oficial fue "Tarpie" el Tarpon.